# Piotr Paleczny
Piotr Paleczny (ur. 10 maja 1946 w Rybniku) – polski pianista i pedagog muzyczny, laureat wielu międzynarodowych konkursów pianistycznych, w tym III nagrody na VIII Międzynarodowym Konkursie Pianistycznym im. Fryderyka Chopina w Warszawie (1970). Od 1993 dyrektor artystyczny Międzynarodowego Festiwalu Chopinowskiego w Dusznikach-Zdroju.

## Życiorys

### Wykształcenie i udział w konkursach
Syn Tadeusza. W latach 1953–1964 uczył się w Państwowej Szkole Muzycznej I i II stopnia w Rybniku. W latach 1964–1970 studiował najpierw w Państwowej Wyższej Szkole Muzycznej w Katowicach, a potem w Państwowej Wyższej Szkole Muzycznej w Warszawie w klasie prof. Jana Ekiera.
W trakcie studiów i krótko po nich odnosił sukcesy na wielu konkursach pianistycznych:
- Międzynarodowy Konkurs Pianistyczny w Sofii (1968) – I nagroda
- Międzynarodowy Konkurs Pianistyczny w Monachium (1969) – III nagroda
- VIII Międzynarodowy Konkurs Pianistyczny im. Fryderyka Chopina (1970) – III miejsce i nagroda Towarzystwa im. Fryderyka Chopina za najlepsze wykonanie poloneza
- Międzynarodowy Konkurs Pianistyczny w Pleven (1972) – złoty medal
- Festiwal Młodych Solistów w Bordeaux (1972) – Grand Prix i złoty medal

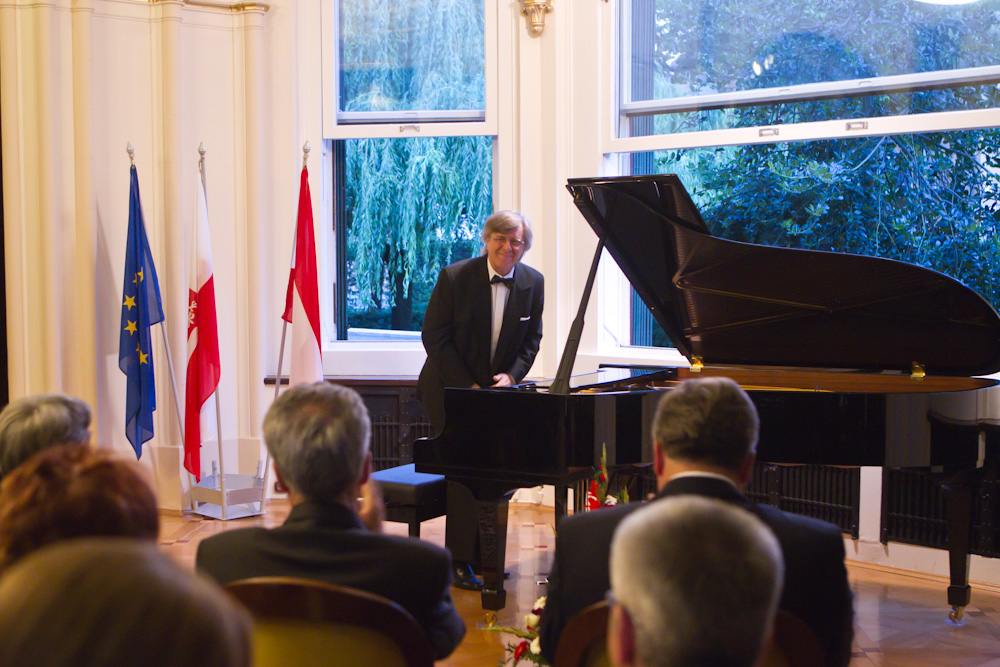
Piotr Paleczny w trakcie koncertu (2011)

### Międzynarodowa kariera
Po sukcesach konkursowych występował w licznych krajach Europy, Azji i obu Ameryk z wieloma słynnymi orkiestrami. Od 1993 jest dyrektorem artystycznym Międzynarodowego Festiwalu Chopinowskiego w Dusznikach-Zdroju. W styczniu 2010 dał koncert w gmachu Sejmu RP z okazji 200. rocznicy urodzin Fryderyka Chopina.
Jest regularnie zapraszany do jury wielu konkursów muzycznych. W latach 1985–2021 był ośmiokrotnie jurorem Konkursów Chopinowskich, a od 2004 jest także dyrektorem artystycznym Międzynarodowego Konkursu Pianistycznego im. Ignacego Jana Paderewskiego w Bydgoszczy. Ponadto był jurorem m.in. Międzynarodowego Konkursu Pianistycznego w Leeds, Międzynarodowego Konkursu Muzycznego w Genewie, Międzynarodowego Konkursu Pianistycznego w Hamamatsu, Międzynarodowego Mistrzowskiego Konkursu Pianistycznego im. Artura Rubinsteina i Międzynarodowego Konkursu Pianistycznego im. Palomy O’Shea w Santander.
Oprócz kariery pianistycznej jest także pedagogiem muzycznym. Prowadzi klasę fortepianu na Uniwersytecie Muzycznym Fryderyka Chopina w Warszawie i kursy mistrzowskie w wielu krajach świata. W 1998 otrzymał tytuł naukowy profesora.
Jego repertuar obejmuje przede wszystkim muzykę kompozytorów polskich (Chopina, Paderewskiego, Lutosławskiego i Szymanowskiego), ale także m.in. Johannesa Brahmsa, Modesta Musorgskiego i Milija Bałakiriewa. Dokonał wielu nagrań dla różnych wytwórni muzycznych.
W 2017 został wyróżniony Złotym Fryderykiem za całokształt osiągnięć artystycznych.

## Tytuły i odznaczenia
- W 1974 w związku z jubileuszem Polski Ludowej został odznaczony Złotym Krzyżem Zasługi[11];
- W 1976 z rąk Stefana Olszowskiego otrzymał dyplom Ministra Spraw Zagranicznych Polskiej Rzeczypospolitej Ludowej[12];
- W 1984 został laureatem nagrody „Trybuny Ludu” (1984)[13]
- 3 listopada 1995 został odznaczony przez Prezydenta Rzeczypospolitej Polskiej Lecha Wałęsę Krzyżem Oficerskim Orderu Odrodzenia Polski[14].
- 17 października 2001 został odznaczony przez Prezydenta RP Aleksandra Kwaśniewskiego Krzyżem Komandorskim Orderu Odrodzenia Polski[15][16].
- W 2005 został odznaczony Złotym Medalem „Zasłużony Kulturze Gloria Artis”[4].
- W 2013 otrzymał tytuł Honorowego Obywatela Miasta Bydgoszcz[17].
- 5 maja 2022 otrzymał tytuł doktora honoris causa Uniwersytetu Muzycznego Fryderyka Chopina[18]
- 22 września 2022 otrzymał tytuł Honorowego Obywatela Miasta Rybnika[19]
- W 2025 otrzymał Medal Stulecia Odzyskanej Niepodległości.